# 小郡郵便局 (福岡県)
小郡郵便局（おごおりゆうびんきょく）は、福岡県小郡市にある郵便局である。民営化前の分類では集配普通郵便局であった。

## 概要
住所：〒838-0199 福岡県小郡市小郡291-1

## 沿革
- 1873年（明治7年）12月18日 - 小郡郵便取扱所として開設[1]。
- 1875年（明治8年）1月1日 - 小郡郵便局（五等）となる。
- 1885年（明治18年）8月1日 - 貯金取扱を開始。
- 1889年（明治22年）4月1日 - 小郡町郵便受取所となる。
- 1905年（明治38年）4月1日 - 小郡町郵便局となる。
- 1906年（明治39年）1月1日 - 小郡郵便局に改称。
- 1957年（昭和32年）2月2日 - 松崎郵便局から集配業務を移管[2]。
- 1962年（昭和37年）10月11日 - 味坂郵便局および三国郵便局から電話交換業務を移管。
- 1967年（昭和42年）9月24日 - 電話交換および和文電報配達業務を福岡小郡電報電話局に移管。
- 1967年（昭和42年）10月1日 - 特定郵便局から普通郵便局に局種別改定するとともに、筑後小郡郵便局に改称。
- 1996年（平成8年）2月17日 - 再度、小郡郵便局へ改称。
- 1999年（平成11年） - 外国通貨の両替および旅行小切手の売買に関する業務取扱を開始。
- 2007年（平成19年）10月1日 - 民営化に伴い、併設された郵便事業小郡支店に一部業務を移管。
- 2012年（平成24年）10月1日 - 日本郵便株式会社発足に伴い、郵便事業小郡支店を小郡郵便局に統合。
- 2016年（平成28年）2月22日 - 大刀洗郵便局から集配業務を移管。

## 取扱内容
- 郵便、印紙、ゆうパック、内容証明
- 貯金、為替、振替、振込、国際送金、外貨両替・トラベラーズチェック、国債、投資信託
- 生命保険、バイク自賠責保険、自動車保険
- ゆうちょ銀行ATM
- 小郡市内全域（〒838-01xx）、三井郡大刀洗町内全域（〒830-12xx）の集配業務
- ゆうゆう窓口

## 周辺
- 小郡市役所
- 小郡警察署
- 小郡市文化会館
- 小郡市体育館

## アクセス
- 甘木鉄道甘木線 大板井駅から徒歩約8分
- 西鉄天神大牟田線 西鉄小郡駅から徒歩約10分
- 高速バス 大板井バスストップ、もしくは小郡市コミュニティバス 小郡郵便局停留所下車
- 大分自動車道 筑後小郡ICから西へ、もしくは長崎自動車道 鳥栖ICから東へそれぞれ約4km
- 国道500号沿い
- 駐車場あり：54台